# Стаффорд Тауншип (Нью-Джерсі)
Стаффорд Тауншип (англ. Stafford Township) — селище (англ. township) в США, в окрузі Оушен штату Нью-Джерсі. Населення — 28 617 осіб (2020).

## Демографія
Згідно з переписом 2010 року, у селищі мешкало 26 535 осіб у 10 096 домогосподарствах у складі 7247 родин. Було 13604 помешкання
Расовий склад населення:
| - 94,5 % — білих - 1,5 % — азіатів - 1,0 % — чорних або афроамериканців - 0,2 % — корінних американців - 1,7 % — осіб інших рас |

До двох чи більше рас належало 1,1 %. Частка іспаномовних становила 5,3 % від усіх жителів.
За віковим діапазоном населення розподілялося таким чином: 22,8 % — особи молодші 18 років, 57,6 % — особи у віці 18—64 років, 19,6 % — особи у віці 65 років та старші. Медіана віку мешканця становила 43,9 року. На 100 осіб жіночої статі у селищі припадало 93,3 чоловіків;  на 100 жінок у віці від 18 років та старших — 90,0 чоловіків також старших 18 років.
Середній дохід на одне домашнє господарство  становив 87 152 долари США (медіана — 69 268), а середній дохід на одну сім'ю — 97 308 доларів (медіана — 79 147). Медіана доходів становила 61 889 доларів для чоловіків та 45 305 доларів для жінок. За межею бідності перебувало 7,6 % осіб, у тому числі 9,7 % дітей у віці до 18 років та 5,7 % осіб у віці 65 років та старших.
Цивільне працевлаштоване населення становило 12 232 особи. Основні галузі зайнятості: освіта, охорона здоров'я та соціальна допомога — 26,5 %, роздрібна торгівля — 14,0 %, мистецтво, розваги та відпочинок — 12,7 %.